# Carmen Meléndez
Carmen Meléndez, de son nom complet Carmen Melendez Teresa Rivas, née le 3 novembre 1961 à Barinas (Venezuela) est une femme politique vénézuélienne. Membre du Parti socialiste unifié du Venezuela (PSUV), elle est ministre de l'Intérieur et de la Justice entre 2014 et 2015 et ministre des Relations intérieures, de la Justice et de la Paix entre 2020 et août 2021. Elle est élue mairesse de Caracas aux élections régionales du 21 novembre 2021.

## Biographie

### Carrière politique
Début août 2021, elle est désignée candidate du Parti socialiste unifié du Venezuela à la mairie de la capitale Caracas aux élections de novembre 2021, qu'elle remporte.

## Sources
- (en) Cet article est partiellement ou en totalité issu de l’article de Wikipédia en anglais intitulé « Carmen Melendez Teresa Rivas » (voir la liste des auteurs).